# Estadi Olímpic Lluís Companys
Estadi Olímpic Lluís Companys (pronunție în catalană [əsˈtaði uˈɫimpiɡ ʎuˈis kumˈpaɲs]), în trecut cunoscut ca Estadi Olímpic de Montjuïc sau Stadionul Olimpic din Barcelona, este un stadion din Barcelona, Catalonia, Spania. Construit în 1927 pentru Expoziția Internațională, el a fost renovat în 1989 pentru a deveni stadionul principal la Jocurile Olimpice de vară din 1992. Stadionul are capacitatea de 55.926 de locuri (67.007 pe durata Jocurile Olimpice din 1992), și se află în Anella Olímpica, în Montjuïc, un deal mare, în sud-vestul orașului, care are vedere spre port.
În 2001 stadionul a fost redenumit în cinstea fostului președinte al Generalitat de Catalunya Lluís Companys i Jover, care a fost executat în apropiere de Montjuïc Castle în 1940 de către regimul Franchist.